# Jeffrey Hamilton
 (janvier 2019).
Si vous disposez d'ouvrages ou d'articles de référence ou si vous connaissez des sites web de qualité traitant du thème abordé ici, merci de compléter l'article en donnant les références utiles à sa vérifiabilité et en les liant à la section « Notes et références ».
Pour les articles homonymes, voir Hamilton et Jeffrey Hamilton (skieur de vitesse).
Jeffrey Hamilton, né le 18 mars 1988 à Woerden, est un acteur néerlandais.

## Filmographie

### Cinéma
- 2009 : SpangaS op Survival (nl) : Koen van Wageningen
- 2010 : 8 Hoog : Olivier
- 2012 : Doodslag (nl) : Patrick
- 2014 : Jongens : Niclas
- 2016 : Fataal (nl) : Milan van Zalinghe

### Téléfilms
- 2003 : Het geheim van de Lindenborgh : Tom
- 2005-2008 : Goede tijden, slechte tijden : Fos Fischer
- 2009-2010 : SpangaS	Koen van Wageningen
- 2011 : Van God Los (nl) : Remco
- 2011-2015 : Overspel (nl) : Marco Steenhouwer
- 2012 : Moordvrouw : Hidde Hoeksma
- 2018 : Flikken Maastricht : Kris